# Каролін Гарт
Каролін Гарт, до шлюбу Гімпел (англ. Carolyn G. Hart) — американська письменниця детективного жанру. Авторка 63 книг, її твори отримали кілька престижних літературних премій.

## Біографія
Виросла в Оклахома-Сіті, штат Оклахома, де живе досі. Відвідувала початкову школу Клівленда, середню школу Тафта та середню школу Классен. У віці 11 років вирішила, що хоче бути газетною репортеркою. Працювала над шкільними документами, починаючи з початкової школи, продовжуючи це до студентських років.
|  | Я була дитиною під час Другої світової війни і дуже скоро зрозуміла, що газети, принаймні в тому світі, були надзвичайно важливі. Щоразу, коли щось траплялося, чим більші й чорніші були заголовки, тим важливішою була історія. І я просто відчувала, що мені призначено бути репортеркою. Тож усю школу я працювала над шкільними газетами, навчалася в Університеті Оклахоми та отримала спеціальність журналістика. Я просто був упевнена, що стану наступною Мері Хіггінс Кларк у плащі, буду курити «Честерфілд»... |

Гарт закінчила університет Оклахоми у 1958 році, де здобула спеціальність "журналістика" і отримала почесне членство у Фі Бета Каппа. Познайомилася зі своїм чоловіком Філіпом у подорожі Європою під час навчання в коледжі. Після закінчення школи, поки чоловік навчався на юридичному факультеті, Гарт працювала репортеркою газети The Norman Transcript. Вона покинула журналістику після народження сина Філіпа-молодшого.
|  | Тоді я познайомилася з молодим студентом юридичного факультету і одружилася. Я працювала у місцевій газеті в університетському містечку після того, як закінчила навчання, тоді як Філ ще навчався на юридичному факультеті. Коли він закінчив, ми поїхали до Вашингтона, де народився наш син. Філ працював в юридичній фірмі, а я — ні. Під час кубинської ракетної кризи ми опинилися у Форт-Лівенворті, штат Канзас, і там народилася наша дочка. І я дуже, дуже скучила за писанням. Тоді я вперше подумала про написання художньої літератури. «Ну, я любила Ненсі Дрю, коли була дитиною, і, думаю, я спробую розповісти про дитячі таємниці». Письменницький журнал оголосив про конкурс на детективне оповідання для . Це була таємниця для дівчат віком від 12 років. Я написала рукопис, і він виграв. Це була моя перша книга. Вона була опублікована в 1964 році. |

Гарт написала спочатку дві юнацькі містерії, а потім три молодіжні романи. Її перший роман для дорослих «Втеча з минулого» був опублікований у 1975 році. До публікації романів Марсії Мюллер, Сари Парецкі та Сью Графтон видавці мало цікавилися детективними романами, написаними сучасними американськими письменницями, однак успіх цих авторок відкрив двері для «Смерті на вимогу» Гарт (1987), який став першим у тривалій однойменній серії.
У цій своїй першій комерційно успішній серії про детективні таємниці для дорослих Гарт виводить Енні Лоранс, власницю книжкового магазину «Смерть на вимогу», розташованого у вигаданій громаді острова Південна Кароліна Бровардс-Рок.
Окремий роман Гарт про Другу світову війну «Лист із дому» був номінований на Пулітцерівську премію з художньої літератури Центром поетів і письменників Оклахоми при Університеті штату Оклахома в Талсі. Вона двічі виступала як одна з авторів на Національному книжковому фестивалі Бібліотеки Конгресу США у Вашингтоні, округ Колумбія.

## Твори

### Романи з Генрі О
- Dead Man's Island (Острів Мертвого) (1993) (отримав премію Агати)
- Scandal in Fair Haven (Скандал у Фейр Гевен) (1994)
- Death in Lovers' Lane (Смерть у провулку закоханих) (1997)
- Death in Paradise (Смерть в раю) (1998)
- Death on the River Walk (Смерть за течією річки) (1999)
- Resort to Murder (Вдатися до вбивства) (2001)
- Set sail for Murder (Відплисти для вбивства) (2007)

### Романи з серії «Смерть на вимогу»
- Death on Demand (Смерть на вимогу) (1987)
- Design for Murder (Дизайн для вбивства) (1988)
- Something Wicked (Щось зле) (1988) (отримав премії Агати і Ентоні)
- Honeymoon With Murder (Медовий місяць зі вбивством) (1989) (отримав премію Ентоні)
- A Little Class on Murder (Невеликий урок вбивства) (1989) (отримав премію Мекавіті)
- Deadly Valentine (Смертоносний Валентин) (1990)
- The Christie Caper (Крісті пустує) (1991)
- Southern Ghost (Південний привід) (1992)
- Mint Julep Murder (Вбивство водою з м'ятним сиропом) (1995)
- Yankee Doodle Dead (Янкі Дудл мертвий) (1998)
- White Elephant Dead (Білий слон мертвий) (1999)
- Sugarplum Dead (Цукрова слива мертва) (2000)
- April Fool Dead (Квітневий дурень мертвий) (2002)
- Engaged to Die (Заручений на смерть) (2003)
- Murder Walks the Plank (Вбивство ходить по дошці) (2004)
- Death of the Party (Загибель партії) (2005)
- Dead Days of Summer (Мертві дні влітку) (2006)
- Death Walked In (Смерть увійшла) (2008)
- Dare to Die (Наважитися на смерть) (2009)
- Laughed 'Til He Died (Сміявся поки не помер) (2010)
- Dead by Midnight (Помер опівночі) (2011)
- Death Comes Silently (Смерть приходить безшумно) (2012)
- Dead, White and Blue (Мертвий, білий і синій) (2013)
- Death at the Door (Смерть біля дверей) (2014)
- Don't Go Home (Не йди додому) (2015)
- Walking on My Grave (Ходячі по моїй могилі) (2017)

### Серія Бейлі Рут Ребурн
- Ghost at Work (Привід у роботі) (2008)
- Merry, Merry Ghost (Веселенький привид) (2009)
- Ghost in Trouble (Привид у біді) (2010)
- Ghost Gone Wild (Привід з'їхав з глузду) (2013)
- Ghost Wanted (Розшукується привід) (2014)
- Ghost to the Rescue (Привид на допомогу) (2015)
- Ghost Times Two (Часи привидів два) (2016)
- Ghost on the Case (Привид на справі) (2017)
- Ghost Ups Her Game (Привид покращує її гру) (2020)
- Ghost Blows a Kiss (Привид робить поцілунок) (2021)

### Інші романи
- Flee from the Past (Втеча від минулого) (1975)
- A Settling of Accounts (Зведення рахунків) (1976)
- Escape from Paris (Втеча з Парижа) (1982)
- The Rich Die Young (Багаті помирають молодими) (1983)
- Castle Rock (Касл Рок) (1983)
- Skulduggery (Черепник) (1984)
- The Devereux Legacy (Спадщина Девере) (1986)
- Brave Hearts (Відважні серця) (1987)
- Crime on Her Mind (Злочин у її голові) (1999) (збірка оповідань)
- Secrets and Other Stories of Suspense (Секрети та інші історії саспенсу) (1999) (збірка оповідань)
- Letter from Home (Лист з дому) (2003) (отримав премію Агати)
- What the Cat Saw (Що побачив кіт) (2012)
- High Stakes (Високі ставки) (2015)
- Peril Off Padre (Небезпека від падре) (2018)